# Christian Friedrich von Stockmar
Christian Friedrich von Stockmar (Coburg, 22 augustus 1787 – 9 juli 1863) was een Duits arts, die lijfarts en een van de voornaamste raadgevers was van koning Leopold I van België.

## Persoonlijk
Stockmar toonde zich een briljant student en studeerde geneeskunde. Op 23-jarige leeftijd vestigde hij zich als huisarts in Coburg. Eind 1812 kreeg hij de leiding over een militair hospitaal in Coburg. Hij verzorgde er tyfuslijders en in 1813 stierf hij bijna aan deze ziekte. In 1821 huwde hij met zijn nicht Fanny Sommer, met wie hij drie kinderen kreeg. Hij verbleef niet vaak in zijn huis in Coburg vanwege zijn vele buitenlandse verplichtingen.

## Leopold
Leopold, toen militair, maakte kennis met de drie jaar oudere Stockmar toen die het militair ziekenhuis in Coburg leidde. Leopold kwam onder de indruk van de koelbloedigheid en het klare oordeel van de arts en vroeg hem in zijn dienst te treden als lijfarts. Stockmar reisde in maart 1816 naar Engeland en vestigde zich op het paleis Claremont, bij Leopold en zijn echtgenote, de Britse prinses Charlotte. Stockmar was niet de arts van Charlotte, dat was de gereputeerde Britse arts sir Richard Croft. Hij was wel aanwezig bij de bevalling, waarbij zowel moeder als kind overleden, en hij kreeg de taak het slechte nieuws over te brengen aan Leopold.
Nadien bleef Stockmar in dienst van Leopold, niet langer als lijfarts maar als adviseur en secretaris. Hij overzag de financiën, de briefwisseling en de officiële aangelegenheden van Leopold. Hij adviseerde Leopold omtrent een mogelijk koningschap in Griekenland en in België. Stockmar raadde Leopold aan de Belgische troon te aanvaarden, ondanks Leopolds bezwaren omtrent de liberale Belgische grondwet. Verder was zijn rol belangrijk in de jaren 1832 en 1848, toen de koning door politieke strubbelingen overwoog om af te treden. In opdracht van Leopold reisde Stockmar Europa rond in het kader van Leopolds huwelijkspolitiek voor zijn familieleden. Hij zag ook toe op de opleiding van Leopolds neef Albert, de toekomstige echtgenoot van de Britse koningin Victoria. In 1837, na de troonsbestijging van Victoria, werd Stockmar door Leopold naar Engeland gestuurd om Victoria en Albert met advies bij te staan.
In 1821 werd Stockmar in de adelstand verheven en in 1830 kreeg hij van de koning van Beieren de titel van baron.